# Ionóforo

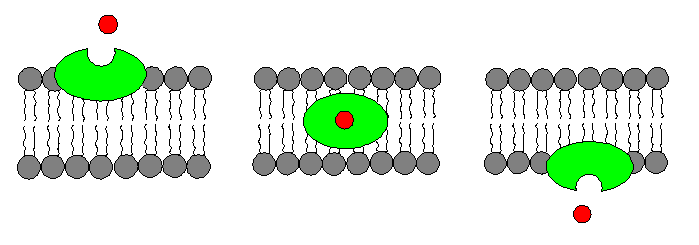

Um ionóforo é uma molécula solúvel em lípidos, usualmente sintetizada por microorganismos para transportar íons através da bicamada lipídica da membrana celular. Existem duas classificações para ionóforos.
1. Pequenas moléculas que se ligam a um íon particular, protegendo a sua carga do ambiente ao redor, facilitando assim a travessia do interior hidrofóbico da membrana lipídica.
2. Formadores de canais que introduzem um poro hidrofílico na membrana, permitindo que íons passem enquanto que evitam o contacto com o interior hidrofóbico da membrana.

Os ionóforos causam a disrupção do gradientes de concentração iônica transmembranares permitindo que os íons passem enquanto evitam o contacto com o interior hidrofóbico da membrana.
Em pesquisas laboratoriais, os ionóforos são utilizados para aumentar a permeabilidade de membranas biológicas a certos íons. Adicionalmente, os ionóforos são usados como antibióticos e/ou como aditivos de crescimento em certas comidas para animais
Ionóforos representativos (com os íons sobre os quais agem):
- 2,4-Dinitrofenol (H+)
- Beauvericina (Ca2+, Ba2+)
- Calixarena
- Calcimicina (A23187)
- Carbonilcianeto m-clorofenil-hidrazona
- Coroas de éter
- Gramicidina A (H+, Na+, K+)
- Ionomicina (Ca2+)
- Lasalocid
- Monensina (Na+, H+)
- Nigericina (K+, H+, Pb2+)
- Nonactina (Ammonium ionophore I)
- Nistatina
- Salinomicina (K+)
- Valinomicina (K+)